# Urządzenia bezpieczeństwa ruchu

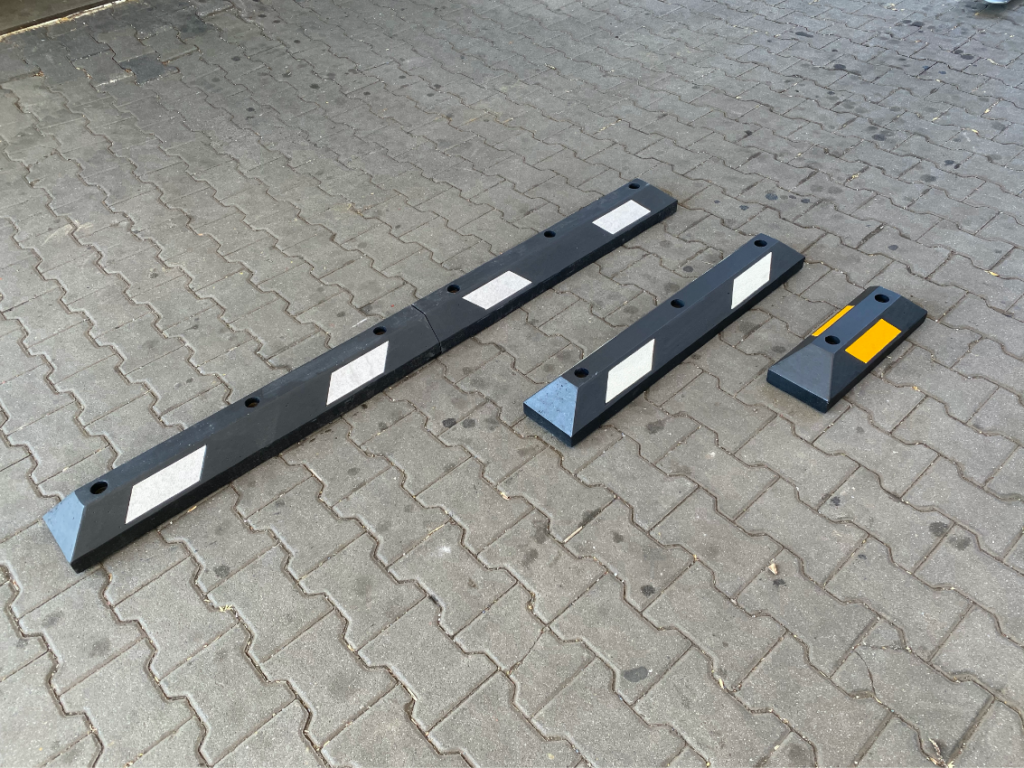
Separator SRM44, 90 i 180

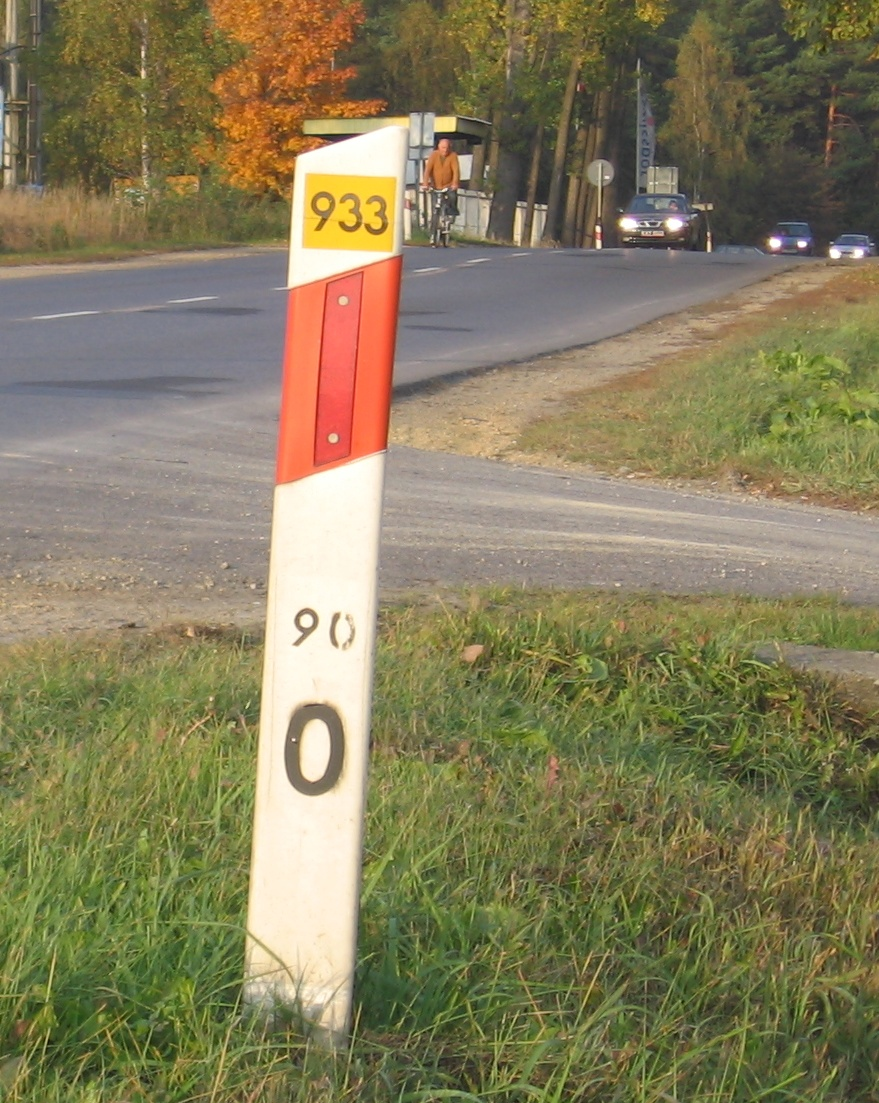
Słupek prowadzący U-1a, wyposażony w kolejno znaki U-1f (numer drogi), U-7 (oznaczenie kilometra) i U-8 (oznaczenie hektometra) na drodze wojewódzkiej nr 933 Oświęcim – Chrzanów

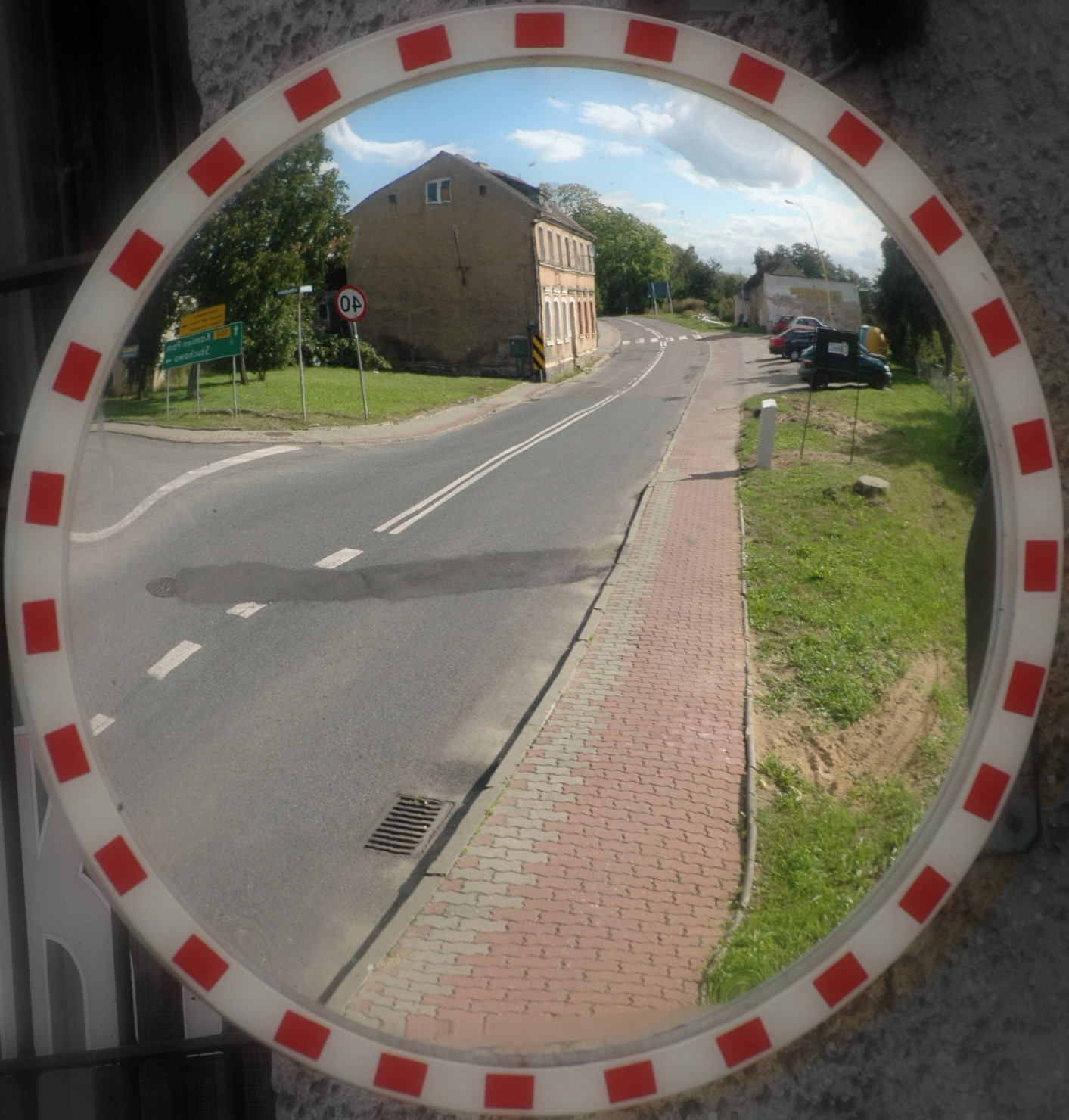
Lustro drogowe

Urządzenia bezpieczeństwa ruchu – narzędzia, którymi nie są znaki drogowe służące optycznemu prowadzeniu ruchu, pikietażowi, bezpieczeństwu, oznakowaniu robót drogowych, zamknięcia drogi itp.
Zaliczane do nich są:
- optyka ruchu:
  - słupki prowadzące
  - słupki krawędziowe
  - tablice prowadzące
  - tablice rozdzielające
  - słupki przeszkodowe
  - tablice kierujące
- pikietaż:
  - znaki hektometrowe i kilometrowe
- oznaczenia obiektów w skrajni:
  - urządzenia bramowe
- zabezpieczanie ruchu pojazdów i pieszych:
  - progi zwalniające
  - progi podrzutowe
  - ogrodzenia
  - lustra drogowe
  - słupki blokujące
- informacja i ostrzeganie kierujących:
  - sygnalizatory wiatru
  - urządzenia bramowe z wyświetlaczem
  - znaki świetlne
- zamykanie dróg dla ruchu:
  - rogatki
- zabezpieczanie robót:
  - zapory drogowe
  - tablice kierujące
  - pachołki
  - taśmy
  - tablice uchylne
  - separatory
  - tablice ostrzegawcze, zamykające i wcześnie ostrzegające
  - kładki
- nadzór:
  - urządzenia sygnalizacyjne
  - tarcze.

## Opisy urządzeń
| Znak | informacja |
| ---- | ---------- |
|      | U-22a      |
|      | U-22b      |
|      | U-22c      |

| Znak  | informacja |
| ----- | ---------- |
| U-23a | U-23a      |
| U-23b | U-23b      |
| U-23c | U-22c      |
| U-23d | U-22d      |